# James Redfield
James Redfield (* 19. března 1950, Birmingham, Alabama) je americký spisovatel, lektor, scenárista a filmový producent. Proslavil se především svým prvním románem Celestinské proroctví.

## Životopis
Narodil se a vyrůstal na venkově nedaleko Birminghamu v Alabamě. Vychován byl v metodistické církvi, byl orientován na komunity a skupiny lidí a byl frustrovaný nedostatkem odpovědí na otázky ohledně přírody a spirituality či duchovna. Na škole studoval východní filozofie včetně taoismu a zenu. Po absolvování univerzity v Auburnu se 15 let věnoval práci s mladistvými. Během této doby ho velmi zaujal lidský potenciál, intuice a paranormální jevy, které by pomohly s jeho psychicky narušenými dorostenci. Po celou tuto dobu Redfield přemýšlel o myšlenkách a idejích, formuloval je a později publikoval v Celestinském proroctví. V roce 1989 opustil práci terapeuta a začal se věnovat psaní.
V roce 1993 sám publikoval svůj první román Celestinské proroctví, a díky brzkému zájmu bylo dílo jednou z nejúspěšnějších knih vydaných svépomocí (self-published). Následně v roce 1994 publikovalo knihu vydavatelství Warner Books a podle „Publishing Trends“ byla knížka na prvním místě v kategorii mezinárodní bestseller (1996) a na druhém místě o rok předtím. Tři roky po vydání prvního dílu vydal druhý díl s názvem Desáté proroctví: Vize pokračuje.
Série Celestinské proroctví pokračovala v roce 1999 vydáním Tajemství Shambhaly: Hledání jedenáctého proroctví.
V roce 2002 Redfield společně se spisovatelem Michaelem Murphym a Sylvií Timbersovou vytvořili knihu Bůh a vyvíjející se vesmír: Další krok ve vývoji člověka. V roce 2006 měl premiéru film Celestinské proroctví. V neposlední řadě James Redfield vydal několik dalších průvodců, které však nebyly vydány v češtině.

## Dílo
Série Celestinské proroctví – knihy, které vyšly v češtině:
1. Celestinské proroctví
2. Desáté proroctví: Vize pokračuje
3. Tajemství Shambhaly: Hledání jedenáctého proroctví
4. Celestinské proroctví: Pracovní kniha
5. Dvanáctý vhled

Průvodce: 
- Bůh a vyvíjející se vesmír: Další krok ve vývoji člověka

Film:
- Celestinské proroctví